# Oskar Raif

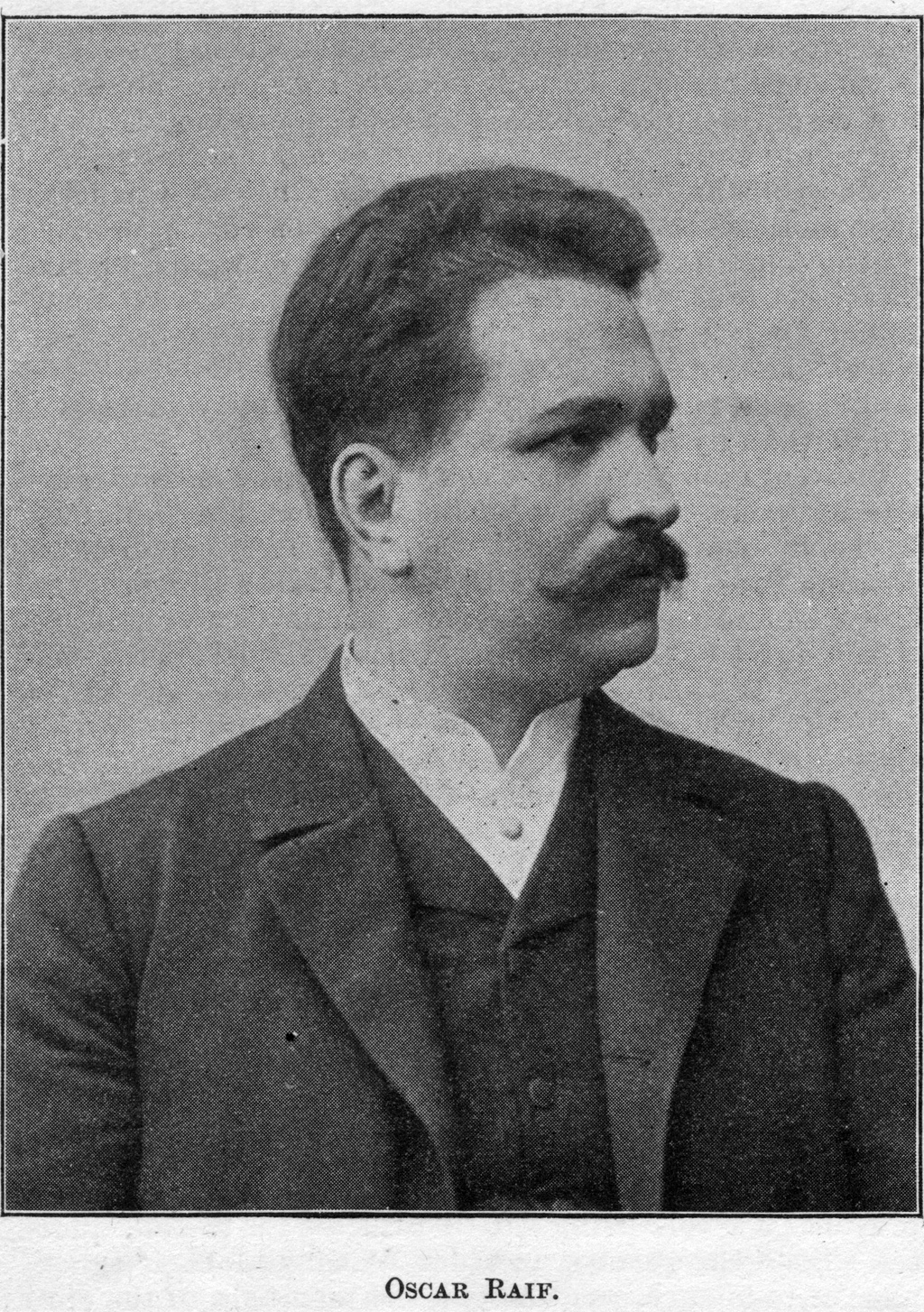

Karl Oskar Raif (* 31. Juli 1847 in Den Haag, Niederlande; † 29. Juli 1899 in Schöneberg (heute Berlin)) war ein deutscher Musikpädagoge und Komponist.
Raif kam mit 20 Jahren, 1867, nach Berlin, um Schüler von Carl Tausig an dessen Schule des Höheren Klavierspiels zu werden. Ab 1875 wirkte er an der dortigen Königlichen Hochschule für Musik zunächst als Hilfslehrer, dann, von 1878 bis 1899, als Lehrer für Klavier und schließlich ab 1890 als  Professor. 
Raif galt aufgrund seiner gründlichen physikalisch-akustischen Studien als einer der ausgezeichnetsten Klavierpädagogen.
Von seinen unter anderem auch von Johannes Brahms geschätzten Kompositionen sind vor allem das Klavierkonzert (op. 1) sowie eine Violinsonate von Bedeutung.